# Штраслах-Дінгартінг
Штраслах-Дінгартінг (нім. Straßlach-Dingharting) — громада в Німеччині, розташована в землі Баварія. Підпорядковується адміністративному округу Верхня Баварія. Входить до складу району Мюнхен.
Площа — 28,34 км2. Населення становить 3282 ос. (станом на 31 грудня 2020).